# Andrea Giovannini
Andrea Giovannini (Trento, 27 agosto 1993) è un pattinatore di velocità su ghiaccio italiano.

## Biografia
Specializzato nella specialità partenza in linea, in cui vanta 8 vittorie in Coppa del Mondo e due classifiche di specialità, oltre a un bronzo mondiale e un argento europeo.
Si laurea campione del mondo a Calgary 2024 nell'inseguimento a squadre con Davide Ghiotto e Michele Malfatti, formazione che ripete il podio iridato l'anno seguente con un argento. Vince l'oro ai Campionati mondiali nella partenza in linea di Hamar 2025.

## Palmarès

### Mondiali distanza singola
- 4 medaglie:
  - 2 ori (inseguimento a squadre a Calgary 2024, partenza in linea a Hamar 2025)
  - 1 argento (inseguimento a squadre a Hamar 2025)
  - 1 bronzo (partenza in linea a Heerenveen 2023)

### Europei distanza singola
- 3 medaglie:
  - 2 argenti (partenza in linea a Kolomna 2018, inseguimento a squadre a Heerenveen 2024)
  - 1 bronzo (inseguimento a squadre a Heerenveen 2022)

### Coppa del Mondo
- Vincitore della Coppa del Mondo di partenza in linea nel 2024 e nel 2025[1]
- 25 podi (13 nella partenza in linea, 12 nell'inseguimento a squadre)
  - 10 vittorie (8 nella partenza in linea, 2 nell'inseguimento a squadre)
  - 8 secondi posti (2 nella partenza in linea, 6 nell'inseguimento a squadre)
  - 7 terzi posti (3 nella partenza in linea, 4 nell'inseguimento a squadre)

#### Coppa del Mondo - vittorie
| Data             | Luogo               | Stato         | Disciplina        |
| ---------------- | ------------------- | ------------- | ----------------- |
| 23 novembre 2014 | Seul                | Corea del Sud | Partenza in linea |
| 4 dicembre 2016  | Astana              | Kazakistan    | Partenza in linea |
| 3 dicembre 2017  | Calgary             | Canada        | Partenza in linea |
| 17 novembre 2018 | Obihiro             | Giappone      | Partenza in linea |
| 8 dicembre 2019  | Astana              | Kazakistan    | Team pursuit      |
| 11 dicembre 2022 | Calgary             | Canada        | Partenza in linea |
| 19 novembre 2023 | Pechino             | Cina          | Partenza in linea |
| 8 dicembre 2023  | Tomaszów Mazowiecki | Polonia       | Partenza in linea |
| 24 novembre 2024 | Nagano              | Giappone      | Team pursuit      |
| 1º marzo 2025    | Heerenveen          | Paesi Bassi   | Partenza in linea |

### Universiadi invernali
- 1 medaglia:
  - 1 bronzo (team pursuit a Trentino 2013)

### Mondiali juniores
- 4 medaglie:
  - 2 ori (3000 metri, inseguimento a squadre a Collalbo 2013)
  - 1 argento (5000 metri a Collalbo 2013)
  - 1 bronzo (classifica allround a Collalbo 2013)

### Campionati italiani di pattinaggio di velocità allround
- 5 medaglie:
  - 3 oro
  - 1 argento
  - 1 bronzo